# Rhizotrogus rotroui
Rhizotrogus rotroui är en skalbaggsart som beskrevs av Henri de Peyerimhoff 1931. Rhizotrogus rotroui ingår i släktet Rhizotrogus och familjen Melolonthidae. Inga underarter finns listade i Catalogue of Life.